# Да Монтефелтро
Благородническият род Да Монтефелтро е италианско династично семейство, което първоначално управлява замъка Монте Копиоло (XII век), а след това графствата Монтефелтро и Урбино.
През XV век владението им се простира върху цялото Херцогство Урбино – стара италианска държава, която включва северната част на днешния регион Марке, част от тосканска Романя и част от регион Умбрия.

## История

### Графове на Монте Копиоло
Династията вероятно произлиза от клон на семейството на графовете Карпеня с Антонио I да Монтефелтро. Първият човек, чиито актове за наследство са предадени, е Монтефелтрано I (1135-1202), граф на замъка Монте Копиоло. Двама от синовете му, Бонконте I и Тадео I, са запомнени като смели военни.
Докато основният клон на семейство Карпеня насочва интересите си към долината Фоля, този втори клон се обръща на север, към Валмарекия. През втората половина на XII век те превземат главния център на Горна Валмарекия, Сан Лео (Монс Феретри), който е и епископско седалище, и приемат сегашното си име. Техните владения се разширяват бързо и Да Монтефелтро се издигат начело на гибелините от Романя.
Семейството е лоялно към императора на Свещената Римска империя през първата половина на XIIII век. През 1226 г. Бонконте I и Тадео I получават феодалното владение Урбино от император Фридрих II. През 1247-1448 г., период на криза в отношенията между папството и империята, папа Инокентий IV обявява инвеститурите на Тадео I за нулеви в Урбино и отлъчва от Църквата всички последователи на Фридрих II в графството. Следва въоръжен конфликт, в който гибелините са победени. Когато Фридрих II също претърпява поражение (Битка при Парма, 18 февруари 1248 г.), Тадео I, заедно с Малатеста и графовете Карпеня, решава да смени съюза (април 1248 г.). Дезертьорството през 1248 г. бележи разрив в семейство Монтефелтро: клонът на семейството, воден от Тадео I, взема страната на гвелфите; другият клон на семейството, съставен от племенниците на Тадео, включително Монтефелтрано II и Уголино, епископ на Сан Лео, остава верен на лагера на гибелините.
През 1328 г. семейство Да Монтефелтро е номинирано за пфалцграфове.

### Херцози на Урбино
Първият граф, който е и покровител на изкуствата, е Гуидантонио да Монтефелтро, който приветства художнициите Чириако де Пициколи и Антонио Алберти в двора си.
Папа Евгений IV прави сина му Одантонио II да Монтефелтро херцог през 1443 г., като Урбино става столица на държавата и се готви да се превърне в един от основните центрове на италианския Ренесанс. Въпреки това той царува по-малко от година, от 1443 до 1444 г., преди да бъде убит. По-големият му полубрат Федерико, един от най-великите принцове в италианския театър по онова време, известен както като кондотиер в битки, така и като културен покровител на изкуствата, поема властта. Той е роден син на граф Бернардино Убалдини дела Карда и на Аура да Монтефелтро, извънбрачна дъщеря на Гуидантонио да Монтефелтро. Той редува военни кампании с блестяща кариера на държавник, като се грижи и за издигането на Херцогския дворец в Урбино и вика в двора си много известни художници: Леон Батиста Алберти,  Пиеро дела Франческа, Паоло Учело,  Педро Беругете, Лука дела Робия,  Джусто ди Ганд, както и голяма група архитекти и скулптори, която украсява двореца му. Утвърден за херцог през 1474 г., той насърчава изграждането на множество крепости, проектирани от Франческо ди Джорджо, и събира една от най-важните библиотеки на Ренесанса. През 1459 г. се жени за Батиста Сфорца и управлява кралството си със солидна власт до смъртта си през 1482 г.
След период на управление на граф Отавиано Убалдини дела Карда, на власт се издига синът му Гуидобалдо I да Монтефелтро, обещаващ млад мъж, който е болен от младостта си и поради тази причина не е в състояние да се справи с военната кариера на баща си, въпреки че участва в някои битки като кондотиер. Той се жени за Елизабета Гонзага и покровителства художници като Рафаело Санцио, Брамантино и Лука Синьорели. Известен литературен паметник на неговия и на съпругата му двор е съчинението „Придворният“ на Балдасаре Кастильоне. Царуването му е обезпокоено от борбите срещу Папската държава, по-специално от завоеванията, никога с голяма продължителност, от страната на папските племенници Чезаре Борджия и Лоренцо II де Медичи. Гуидобалдо умира бездетен, но не преди да осинови първородното дете на сестра си Джована, Франческо Мария I дела Ровере, който става четвъртият херцог на Урбино.

## Династична линия
Графове на Монте Копиоло, след това на Монтефелтро
- 1184 - 1202: Монтефелтрано I да Монтефелтро (* ок. 1135. † 1202)
- 1202 - 1242: Бонконте I да Монтефелтро (* 1165 † 1242)

Графове на Урбино
- 1234 - 1242: Бонконте I да Монтефелтро (* 1165, † 1242 )
- 1242 - 1255: Монтефелтрано II да Монтефелтро († 1255)
- 1255 - 1266 и 1282 – 1283: Гуидо да Монтефелтро Стари (* 1223, † 1298), главен герой на XXVII песен на „Ад“ от „Божествена комедия“
  - 1285 - 1296: Папски контрол
- 1296 - 1322: Федерико I да Монтефелтро (* ок. 1258, † 1322)
  - 1322 - 1324: Папски контрол
- 1324 - 1360: Гуидо II да Монтефелтро (*/† XIV век) и Нолфо да Монтефелтро (* 1290, † 1361/1363)
- 1360 - 1363: Федерико II да Монтефелтро (* XIV век, † 1370)
- 1363 - 1404: Антонио II да Монтефелтро (* 1348, † 1404)
  - 1369 - 1375: Папски контрол
- 1404 - 1443: Гуидантонио да Монтефелтро (* 1377, † 1443)

Херцози на Урбино
- 1443 - 1444: Одантонио II да Монтефелтро (* 1425, † 1444 ), първи херцог на Урбино
- 1444 - 1482: Федерико III да Монтефелтро (* 1422, † 1482), втори херцог на Урбино
- 1482 - 1508: Гуидобалдо да Монтефелтро (* 1472, † 1508), трети херцог на Урбино
  - 1502 - 1503: Господство на Чезаре Борджия
- Господство на семейство Дела Ровере
  - 1516 - 1518: Лоренцо II де Медичи
- Завръщане на Дела Ровере

Други личности
- Антонио I да Монтефелтро († 1184), кондотиер, син на Одантонио I да Монтефелтро. Смятан е за основател на династията Да Монтефелтро, херцози на Урбино
- Галасо да Монтефелтро (* 1240-те, † 1300), подест (1289) и капитан на народа на Чезена (1296–1300), подест на Арецо (1289 –1291), граф на Секиано, братовчед на Гуидо да Монтефелтро
- Тадео I да Монтефелтро († ок. 1251), син на Монтефелтрано I да Монтефелтро и брат на Бонконте I да Монтефелтро;
- Тадео II да Монтефелтро, Тадео Новело или Тадео ди Пиетрарубия († 1282) син на Тадео ди Монтефелтрано и водач на гвелфите в Тоскана и Умбрия и граф на Пиетрарубия;
- Бонконте да Монтефелтро (* 1250, † 1289), водач на гибелините, син на Гуидо да Монтефелтро Старии, да не се бърка с Бонконте I да Монтефелтро (* 1165, † 1242);
- Тадео Новело да Пиетрарубия († 1299), син на Тадео II да Монтефелтро и граф на Пиетрарубия след смъртта му;
- Батиста да Монтефелтро (Батиста Малатеста) (* ок. 1384, † 1447/1448), дъщеря на Антонио II да Монтефелтро и на Аниезина дей Префети ди Вико, племенница на Федерико II да Монтефелтро и съпруга на херцог Галеацо Малатеста, от когото има дъщеря Елизабета и внучка Костанца да Варано;
- Звева да Монтефелтро или Серафина Сфорца ( * 1434; † 1478), абатеса и блажена на Католическата църква, господарка-консорт на Пезаро.